# Силви Сајмо
Силви Рита Сајмо (фин. Sylvi Riitta Saimo; Рускеала, Руска Империја 12. новембар 1914 — Лаука Финска 12. март 2004. бивша је финска спринт кајакашица репрезентативка Финске, крајем 1940-их и почетком 1950—их година. Два пута у учествовала на летњим олимписким играма, олипијска победница у Хелсинкију, двострука светска првакиња, добитник многих регата националног и међународног значаја. Позната и као политичар.

## Биографија
Њени родитељи Јоханес Сикио и Хилде Ханон били су пољопривредници. У детињству им је и она помагала за време пољопривредних радова. Од ране младости је био фасцинирана спортом, озбиљно се бавила орентирингом, скијашким трчањем, атлетиком, али је на крају прешла на кајакаштво.
Први озбиљан успех на интернационалном нивоу у сениорској конкуренцији постигла је у сезони 1948. када је позвана да са репрезентацијом Финске учествије на Олимпијским играма у Лондону. Тако је постала прва финска кајакашица, која је учествовала на олимпијским играма. Такмичила се у кајаку једноседу К-1 на 500 м. У квалификацијама је заузела друго место у својој квалификационој групи. док је у финалу заузела шесто место, заоставши за победницом Карен Хоф из Данске више од 6 секунди.
После Олимпијских игара у Лондону, Сајмо је остала у репрезентацији и наставила да учествује у највећим међународним регатама. Тако је , 1950. учествовала на Светском првенству у Копенхагену. где је победила у обе женске дисциплине: 500 метара у једноседу и двоседу, заједно са партнерком Гретом Гренхолм. Побредом у трци једноседа постала је прва финска светска првакиња у кајаку.
 Као лидер женског националног тима Финске, Силви Сајмо се сигурно квалификовала за домаће Олимпијске игре 1952. у Хелсинкију. Овај пут је од квалификационе трке до финала била најбоља и освојила прву златну олимпијску медаљу за финско женско кајакаштво., Важно је напоменути да су тек после 44 године финске спортисткиње овојиле нову златну медаљу, на Олимпијским играма 1996. у Атланти коју је освојила Хели Рантанен у бацању копља. Према резултатима постигнутим у сезони 1952. Сајмо је проглашена за најбољег спортисту Финске за ту годину.
По завршетку спортске каријере, бавила се политиком. Од 1966. до 1978. године изабрана је у парламент из странке Фински центар. Активно је учествовала у регионалној политици.
Умрла је 12. марта 2004. године у Лауки (Централна Финска) у 89. години.